# It's No Secret
It's No Secret este o baladă pop, compusă de Stock, Aitken & Waterman pentru albumul de debut al lui Kylie Minogue, intitulat Kylie. Melodia a fost produsă de Stock, Aitken & Waterman, având o recepție mixtă din partea criticilor. A fost al șaselea single, atingând locul 4 în Japonia, și top 40 în Canada și Statele Unite. Inițial fusese plănuit să fie lansat în toată lumea, dar a fost anulat datorită piesei „Hand on Your Heart”, lansată în anul următor.